# Quinto Mundo
Quinto Mundo, de acordo com a mitologia de vários grupos de ameríndios, como os astecas e os navajos, é a próxima reencarnação do mundo. Segundo as suas crenças, são os ciclos de criações e destruições que procedem o "Quinto Mundo".